# Alessandro Carmignani
Alessandro Carmignani (Pisa, 17 aprile 1961) è un controtenore italiano.

## Biografia
Diplomato in Canto al Conservatorio “Cherubini” di Firenze, ha affiancato all'emissione tenorile quella da controtenore; dopo gli studi tradizionali si è perfezionato nella pratica della musica antica.
Ha debuttato nel 1991 al Teatro "Verdi" di Pisa, nel “Rinaldo” di Georg Friedrich Händel, sotto la direzione di Piero Bellugi e nel famoso allestimento di Pier Luigi Pizzi, primo controtenore italiano nella storia dell’Opera a interpretare il ruolo di Goffredo. In seguito si è esibito nei più prestigiosi teatri e sale da concerto di tutto il mondo, e vanta circa 170 incisioni per varie case discografiche (Tactus, Symphonia, Bongiovanni, Cpo, Erato, Opus 111, Astrée-Auvidis, Sarx, Harmonia Mundi France, Stradivarius, Dynamic, Naxos, Challenge Classics, Virgin, Arcana, Universal, Deutsche Grammophon-Archiv), molte delle quali insignite di vari premi, e vincitrici in alcune occasioni del "Diapason d'or de l'année", riconoscimento al miglior disco dell'anno della prestigiosa rivista francese "Diapason", alcune di prossima commercializzazione. È stato insignito del premio della critica musicale "Franco Abbiati" nel 2018 con Odhecaton diretto da Paolo Da Col quale miglior Ensemble, e nel 2019 nella prima edizione de "l'Abbiati del disco" ha vinto con Nova Ars Cantandi diretto da Giovanni Acciai con i "Responsoria" di Leonardo Leo.